# Pierre Deblock
Pour les articles homonymes, voir Deblock.
Pierre Deblock est un footballeur français né le 1er mai 1973 à Auchel. Il évolue au poste de milieu offensif droit dans les années 1990 et 2000.

## Biographie
Pierre Deblock commence le football à 9 ans à Bomy. Après un passage par l'US Saint-Omer, où il joue deux ans en pupilles, il intègre le centre de formation du RC Lens. En 1992 il remporte la Coupe Gambardella face à l'Olympique lyonnais, dans une génération dont les têtes d'affiche sont Frédéric Déhu et Robert Malm. Non conservé par le club lensois en 1994, il rebondit à Amiens en Division 2, d'abord comme stagiaire, puis sous contrat professionnel pour la saison 1995-1996. Il poursuit sa carrière au CS Sedan Ardennes en National 1, où il est rejoint par Pius N'Diefi puis Cédric Mionnet, d'autres anciens du centre de formation du RC Lens. Il participe à la belle épopée des Sedanais, qui passent du National à la Division 1 en deux saisons, et disputent une finale de Coupe de France en 1999, perdue 1-0 face au FC Nantes.
En 2000 il est recruté par l'AJ Auxerre, pour 19 millions de francs et un contrat de quatre ans. Il est proche de disputer la Coupe de l'UEFA mais l'AJA est battue en finale de la Coupe Intertoto par le VfB Stuttgart. Titulaire en début de saison, Deblock perd sa place à l'automne et ne réapparait que de façon épisodique dans le onze auxerrois. Guy Roux ne comptant pas sur lui, il est prêté une saison à Bastia puis évolue principalement en équipe réserve à son retour dans l'Yonne.
Il rejoint le Stade lavallois en 2004 et retrouve un temps de jeu intéressant sous la houlette de Denis Troch, avant de terminer sa carrière au niveau amateur à La Vitréenne, où il remporte un titre de champion du groupe G de CFA2 en 2007.
Durant sa carrière professionnelle, Pierre Deblock dispute 73 matches de Ligue 1 et inscrit dix buts dans ce championnat.
Depuis la fin de sa carrière il vit à Laval où il est propriétaire de trotteurs,.

## Palmarès
- Vainqueur de la Coupe de France en 2003 avec l'AJ Auxerre
- Vainqueur de la Coupe Gambardella en 1992 avec le RC Lens
- Finaliste de la Coupe de France en 1999 avec Sedan
- Vice-champion de France de National en 1998 avec Sedan
- Vice-champion de France de Division 2 en 1999 avec Sedan
- Champion de CFA2 (groupe G) en 2007 avec La Vitréenne